# The Fear
"The Fear" je prvi singl skinut s drugog studijskog albuma It's Not Me, It's You britanske kantautorice Lily Allen. U Australiji je pjesma platinasto nagrađena, a u Britaniji zlatno. (Do sada je prodana u više od pola milijuna primjeraka).

## O pjesmi
Originalni naslov pjesme je trebao biti "I Don't Know" (po prvom redu refrena), ali je kasnije promijenjen u "The Fear". Prvi singl s albuma je trebao biti "Everyone's at It", ali je kasnije odlučeno da bude "The Fear". Pjesma je postala veliki hit. U Ujedinjenom Kraljestvu postala je njen 2. broj jedan singl (pjesma je skočila s broja 168 na broj 1 i tamo se zadržala 4 tjedna). U top 20 je dospjela u 20-ak zemalja te je postala veći hit od njene pjsme "Smile". Pjesma je postavljena na Itunes Store početkom prosinca 2008. godine.

## Certifikacije
| Država     | Certifikacija | Prodano primjeraka |
| ---------- | ------------- | ------------------ |
| Australija | Platinasta    | 70,000             |
| Kanada     | Zlatna        | 20,000             |
| UK         | Zlatna        | 440,000            |

## Videospot
Redatelj videa je Nez. Premijera videa je bila 4. prosinca 2008., a 1. siječnja 2009. bio je dostupan kao besplatni download na Itunes Storeu. Video je snimljen u Wrest Parku, u Engleskoj.
Video počinja kada Lily pjeva u svojoj kamp-prikolici. Izlazi iz nje ali se ubrzo vraća u nju te se pojavljuje u otmjenoj kući sa skupo uređenim sobama okružena batlerima. Zadnja scena videa je kada je Lily na zabavi i pjeva do kraja videa.

## Ljestvice
| Ljestvice (2009.)         | Pozicija |
| ------------------------- | -------- |
| Australija                | 3        |
| Austrija                  | 20       |
| Belgija (Flandrija)       | 6        |
| Belgija (Valonija)        | 5        |
| Kanada                    | 33       |
| Danska                    | 20       |
| Nizozemska                | 29       |
| Europa                    | 3        |
| Finska                    | 14       |
| Francuska                 | 15       |
| Njemačka                  | 12       |
| Irska                     | 5        |
| Hrvatska                  | 2        |
| Japan                     | 9        |
| Novi Zeland               | 14       |
| Švedska                   | 30       |
| Švicarska                 | 14       |
| Ujedinjeno Kraljevstvo    | 1        |
| SAD (Hot 100)             | 80       |
| SAD (Pop Songs)           | 39       |
| SAD (Hot Dance Club Play) | 1        |